# Yrjö Liipola

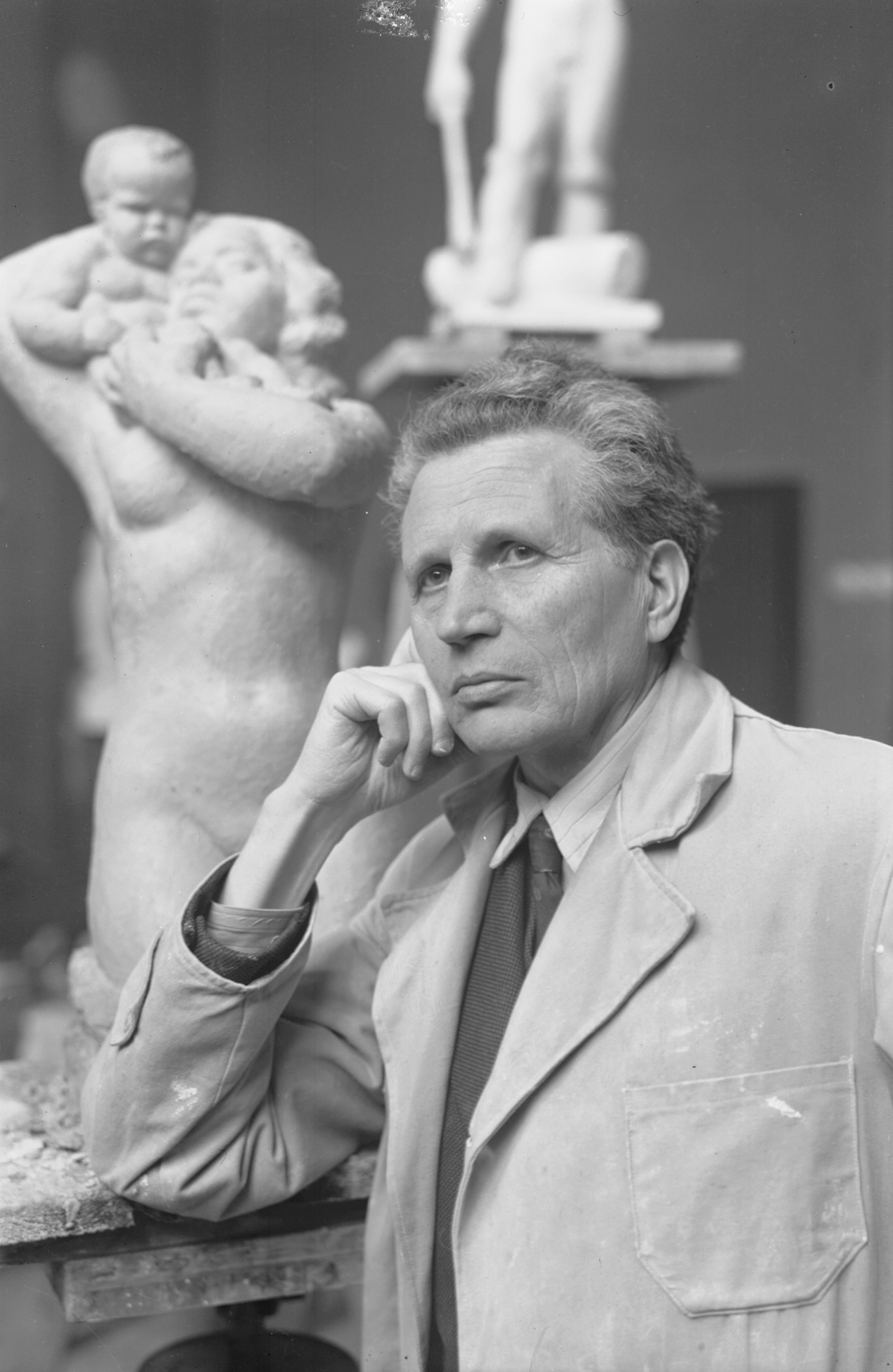
Yrjö Liipola, 1945.

Uuno Yrjö Gabriel Liipola, född 22 augusti 1881 i Koskis, död där 26 mars 1971, var en finländsk skulptör.
Liipola studerade 1899–1901 vid Finska konstföreningens ritskola i Åbo. Åren 1904–1934 var han bosatt i Ungern och 1955–1960 i Italien, där han påverkades av renässansens konst. Under Ungerntiden utförde han bland annat en rad realistiska porträtt av landets överklass, men övergick senare till ett mera dekorativt och monumentalt formspråk.
Liipola utformade krigargravar och frihetsstatyer, gravmonument, porträttbyster med mera. Bland enskilda offentliga arbeten märks en skulptur föreställande skogsanden Tellervo i planteringen vid Trekanten i Helsingfors (1928), minnesstatyn över Josef Julius Wecksell i Åbo (1934), Finlands frihetsstaty i Vasa (1938) och Per Brahe-statyn i Kajana (1954).
Därtill verkade Liipola även som översättare av ungersk skönlitteratur till finska och utgav 1956 memoarer under titeln Vaellusvuosiltani.
Liipola var åren 1935–1940 ordförande för Konstnärsgillet i Finland. Ett museum som bär hans namn invigdes 1970 i hans hemkommun Koskis. Han förlänades professors titel 1952.